# Masciago Primo
Masciago Primo es una comuna italiana de 291 habitantes de la provincia de Varese. Antiguamente el pueblo era conocido como Masciago. Su denominación actual de Masciago Primo fue aprobado por decreto real, pocos años después de la 'Unificación de Italia, el 8 de febrero de 1863, para diferenciarlo de otro poblado conocido como  Bovisio-Masciago.

## Administración
- Alcalde:Vincenzo Maffei
- Fecha de asunción:08/06/2009
- Partido:lista cívica
- Teléfono de la comuna: 0332 724597
- Email:

## Evolución demográfica
| Gráfica de evolución demográfica de Masciago Primo entre 1861 y 2001 |
|                                                                      |
| Fuente ISTAT - Gráfica elaborada por Wikipedia                       |